# هاري والر
هاري والر (بالإنجليزية: Harry Waller)‏ هو لاعب كرة قدم بريطاني (وحمل سابقاً جنسية المملكة المتحدة لبريطانيا العظمى وأيرلندا) في مركز نصف الجناح، ولد في 1864، وتوفي في 1902. لعب مع نادي أرسنال ونادي ليتون أورينت.